# Nintendo Selects
A Nintendo Selects (anteriormente Player's Choice) é um rótulo de marketing usado pela Nintendo para promover os jogos eletrônicos mais vendidos lançados em seus consoles. Os títulos do Nintendo Selects eram vendidos a um preço mais baixo do que outros jogos (US$ 19,99). O programa faz um paralelo com outros softwares de baixo orçamento da Sega (Sega All Stars), Sony (The Greatest Hits, Essentials, PlayStation Hits) e Microsoft (Platinum Hits e Xbox Classics) para promover os jogos mais vendidos em seus respectivos consoles.

## História

### 1996–2010: Player's Choice
Na América do Norte e Europa, a Nintendo introduziu o selo em 20 de maio de 1996, como "Player's Choice" tanto para o Super Nintendo Entertainment System quanto para o Game Boy para distinguir títulos que haviam vendido mais de um milhão de cópias. A partir de 2014, os preços recomendados no varejo são de £ 19,99 no Reino Unido, US$ 19,99 nos Estados Unidos, CDN$ 19,99 no Canadá, Us$ 49,95 na Austrália e € 29,99 em toda a Zona do Euro. O conceito de gama "Player's Choice" da Nintendo é semelhante à linha "Greatest Hits" (conhecida como a linha Platinum em regiões PAL) nos consoles da Sony, a linha "Platinum Hits" (Xbox Classics in Europe) no Xbox e a linha "Sega All Stars" no Dreamcast. 
Os jogos americanos (NTSC), o "Player's Choices" podem ser identificados no Nintendo 64 pelo fundo amarelo do logotipo N64 no canto superior direito da caixa de jogos. No GameCube e Game Boy Advance, os jogos são marcados em uma caixa amarela no topo da caixa. Os jogos europeus (PAL), o selo é encontrado nas caixas coloridas de prata ou platina com marcas de Player's Choice no lado direito da caixa do N64 ou no topo de uma caixa do GameCube. Os jogos do Super Nintendo tinham a marca de palavras "Super Nintendo Entertainment System" escrita em ouro (em vez do vermelho usual) na caixa, juntamente com um selo Player Choice.

### 2011–2016: Nintendo Selects
O rótulo Player's Choice foi renomeado para Nintendo Selects em maio de 2011. Os primeiros jogos de Wii adicionados foram The Legend of Zelda: Twilight Princess, Animal Crossing: City Folk, Mario Super Sluggers e Wii Sports. A versão New Play Control! de Pikmin 2 estreou na América do Norte como um título Nintendo Selects, juntamente com Mario Power Tennis. Mario Party 8 e Wii Sports Resort foram adicionados à linha Nintendo Selects em 2013 no Reino Unido. Esses lançamentos coincidiram com o lançamento do Wii Mini, em 22 de março. Super Smash Bros. Brawl, Mario Kart Wii, Super Mario Galaxy, The Legend of Zelda: Twilight Princess e Wii Sports + Wii Sports Resort foram adicionados à nova linha australiana Nintendo Selects, com preços de AU$ 49,95 e NZ$ 59,95 com data de lançamento em 7 de novembro de 2013. 
A partir de 2014, os preços de varejo recomendados são de £19,99 no Reino Unido, US$ 19,99 nos Estados Unidos, CDN $19,99 no Canadá, A$ 49,95 na Austrália e € 29,99 em toda a zona do euro.
Em 2015, a Nintendo of Europe começou a lançar a gama de jogos Nintendo Selects para a Nintendo 3DS.  O selo foi então expandido para o Wii U ao lado de títulos selecionados do Wii e Nintendo 3DS no Canadá, lançados em 11 de março de 2016, ao preço de CA $ 29,99. Uma série de títulos Nintendo Selects foi lançada no mês seguinte na Europa.